# Зенковский район
Зенковский райо́н — один из трёх внутригородских районов города Прокопьевска.

## География
Расположен в южной части города.  
В районе находятся шахта Зенковская, примыкает угольный разрез Березовский. Также находятся санатории, профилактории, детские оздоровительные лагеря. 
Выезд на автомагистраль Кемерово-Новокузнецк.
Вблизи микрорайона Спиченково находится международный аэропорт Новокузнецк.

## Население
| 1959    | 1970    | 1979    | 1989    | 2002    | 2009    | 2010    | 2012    | 2013    |
| ------- | ------- | ------- | ------- | ------- | ------- | ------- | ------- | ------- |
| 63 936  | ↗65 295 | ↘56 448 | ↘49 819 | ↘38 694 | ↘36 158 | ↘35 670 | ↘34 500 | ↘33 492 |
| 2014    | 2015    | 2016    | 2017    | 2018    | 2019    | 2020    | 2021    |         |
| ↘32 786 | ↘32 253 | ↘31 605 | ↘31 029 | ↘30 419 | ↘29 728 | ↘29 162 | ↘26 934 |         |

## Микрорайоны
Район включает в себя планировочные районы (бывшие населённые пункты, вошедшие в городскую черту): Зенково, Маганак, Спиченково, Соловьевка, Высокий.
Зенково находится в южной части района, включает шахты Зенковская, разрез Березовский, санатории, профилактории, детские оздоровительные лагеря, Зенковский парк, Зенковский пруд. Имеется выезд на автомагистраль Кемерово — Новокузнецк.

## История
25 сентября 1943 года решением Кемеровского Областного Исполнительного комитета № 610 в городскую черту Прокопьевска вошло село Зенково, а 3 февраля 1945 года указом Президиума Верховного Совета РСФСР в городе были образованы три района, в том числе Зенковский. В 1978 году из состава Зенковского сельсовета Прокопьевского района Кемеровской области в городскую черту Прокопьевска были включены упразднённые село Спиченково и поселок Полевой.